# Приче о животињама
Приче о животињама су кратке приче у којима главне улоге имају животиње. Спадају у најстарије наративне усмене врсте.

## Карактеристике
Ове приче потичу из времена магијског погледа на свет, из времена када су људи своје особине приписивали и живој и неживој природи. У причама се описују доживљаји и авантуре животиња, које се понашају као људи и испољавају своје карактеристичне особине. 
Данас се ретко причају и ретко чују, у свом изворном облику, али су на њима конципирани многи цртани филмови за децу, као новији вид презентовања. Универзалност прича о животињама омогућава да се у новом амбијенту одвијају догађаји засновани на познатим особинама животињама, њихови порази и победе, њихово надигравање. Давно препознате особине животиња остају незаменљива забава. Ове приче су попримиле и модел бајке, где су све повреде безболне и пролазне, а смрт увек привремена.
Приче о животињама се разликују од басни, где су главни ликови такође животиње, по томе што се приповедају ради забаве. У баснама, постоји обавезно поука, уткана у басну, или на крају, као посебно саопштење.
Једна од карактеристика ових прича је понављање радње, као у причи "Лисица се осветила вуку", када лисица покушавајући да дође до хране, узалуд нуди своје колаче у размену за ћуре, па за прасе, па за теле, па за ждребе, чиме се приказује лисичја упорност и лукавост.  

## Главни јунаци
Најчешћи главни јунаци прича су лисица и вук, са својим противничким односима и особинама, лукавост и прождрљивост. Поред њих, ту су и медвед, свиња, мачка, магарац, и др.

## Приче о животињама

### Лисица се осветила вуку
Гладна лисица је замесила колаче од блата и намазала медом, па их нуди у замену за храну. После више покушаја добила је ждребе и затворила у кошару, где га храни. Имитирајући њен глас, којим превари ждребе да му отвори врата кошаре, вук успева да се дочепа ждребета. Каснијим лукавством, глумећи мртву животињу на путу, лисица украде сир са кола сељака. Када је вук сретне са сиром и запита одакле јој, она му одговара да је сир излокала из воде и покаже му одраз месеца у води. Вук је покушавао да излоче сир, али само се нагутао воде и још морао да је носи јер се она претварала болесна и још певала "Болан здраву носи, болан здраву носи!" Кад наиђу на сватове, лисица побегне а вода која се излије из вука попрска сватове, те га испребијају. На крају вук страда прескачући стог сена.

### Пас и крмак
Завидео пас крмку на пуном кориту хране: "Благо теби, имаш пуно хране, а ништа не радиш, ни корист, ни штету, а ја чувам и кућу, и имање и газду, по киши и снегу, целу ноћ, уз понеку оглодану кост". Уздахне крмак, па му одговори: "Не завиди ми, јер не знаш зашто ме овако пазе, а знаћеш када се и ти будеш угостио".

### Хајдуци
Прича говори о певцу који је одлучио да побегне у хајдуке кад је чуо да намеравају да га закољу, и коме се придружују, једна по једна, и кокошка, зец, ован, во, лисица, вук, и мечка, сви у страху од сељака. Кад сви заглаве у јарузи, петао и кокошка излете и побегну, а остали поједу једну по једну животињу, од најслабије до најјаче, мечке, која успе да се спасе и изађе из јаруге. 